# Сенгар, Кратика
Кратика Сенгар Ведант (англ. Kratika Sengar Vedant; род. 3 июля 1986 года, Канпур, Индия) — индийская телеактриса, снявшаяся в ряде популярных индийских сериалов на хинди.

## Биография
Кратика родилась в Канпуре. Она училась в Amity University в Дели и получила образование в области рекламы и работы со СМИ. По окончании обучения Кратика проходила стажировку в рекламном агентстве в Мумбаи для Hungama TV. Вскоре, по совету своего друга по колледжу, работавшего режиссёром, она сыграла роль в короткометражном фильме. После этого ей поступило предложение сняться в телесериале — «Kasautii Zindagii Kay» (2007).
В 2008 году Кратика Сенгар приняла участие в реалити-шоу «Звездный голос Индии» / «Amul Star Voice of India» и «Lux Kaun Jeetega Bollywood Ka Ticket».
Широкую известность в телеиндустрии ей принесло участие в историческом сериале «Королева Джханси» (2010), где она сыграла роль национальной героини Индии, сражавшейся против британцев, Лакшми-баи. Специально для съемок в сериале она брала уроки верховой езды и фехтования на мечах.
В 2012 году Кратика Сенгар сыграла главную женскую роль в самом рейтинговом индийском телесериале на Zee TV «Вторая свадьба». Тогда же она вошла в десятку самых любимых невесток индийского телевидения.
Также Кратика Сенгар умеет танцевать классический танец бхаратанатьям — она продемонстрировала это в телесериале «Pavitra Rishta».

## Награды
В 2010 году:
- «Favourite Beti» от Zee Rishtey Award за роль Лакшми-баи в телесериале «Королева Джханси».
- «Best Television Actress» от Madhavrao Scindia Leadership Awards за роль Лакшми-баи в телесериале «Королева Джханси»[10].

В 2011 году:
- «Veer Character Female» от BIG Television Award за роль Лакшми-баи в телесериале «Королева Джханси».
- «Best Fresh New Face Female» от The Global Indian Film and Television Honour за роль Лакшми-баи в телесериале «Королева Джханси».

В 2012 году:
- «Best Celebrity Jodi» от Zee Gold Awards (вместе с Гурмитом Чаудхари за роли в телесериале «Вторая свадьба»).
- «Popular Face (Female)» от Zee Rishtey Awards за роль Арти в телесериале «Вторая свадьба».
- «Aadhi Aabadi» за успешность, которая мотивирует других женщин[11].

В 2013 году:
- «Pearls Rattan Awards»[12].
- «Best Actress» от 1st SAIFTA — South African India Film and Television Awards[13].

## Фильмография
| Год        |   | Русское название      | Оригинальное название          | Роль                 |
| ---------- | - | --------------------- | ------------------------------ | -------------------- |
| 2007—2008  | с |                       | Kyunki Saas Bhi Kabhi Bahu Thi | Санчи / Суганди      |
| 2007       | с |                       | Kasautii Zindagii Kay          | Прерна (вторая)      |
| 2008       | с |                       | Kya Dill Mein Hai              | Найна                |
| 2009       | с | Где живёт моё сердце? | Kis Desh Mein Hai Meraa Dil    | Симран               |
| 2010       | с |                       | Aahat                          | Читра (эпизод)       |
| 2010—2011  | с | Королева Джханси      | Jhansi Ki Rani                 | Лакшми Бай           |
| 2011       | ф |                       | Read My Silence                | Арсала               |
| 2012 —2013 | с | Вторая свадьба        | Punar Vivaah                   | Арти Синдхия         |
| 2012       | с | Согласие              | Qubool Hai                     | Арти Синдхия (камео) |
| 2012       | с | Священные отношения   | Pavitra Rishta                 | камео                |
| 2014       | ф |                       | My Father Godfather            | Джанви               |
| 2014       | с | Бог Богов… Махадев    | Devon Ke Dev...Mahadev         | Манаса               |
| 2015       | с | Услуги невестки       | Service Wali Bahu              | Пайял                |
| 2016       | с | Клятва                | Kasam Tere Pyaar Ki            | Танушри / Тануджа    |